# Opowieści z meekhańskiego pogranicza. Północ–Południe

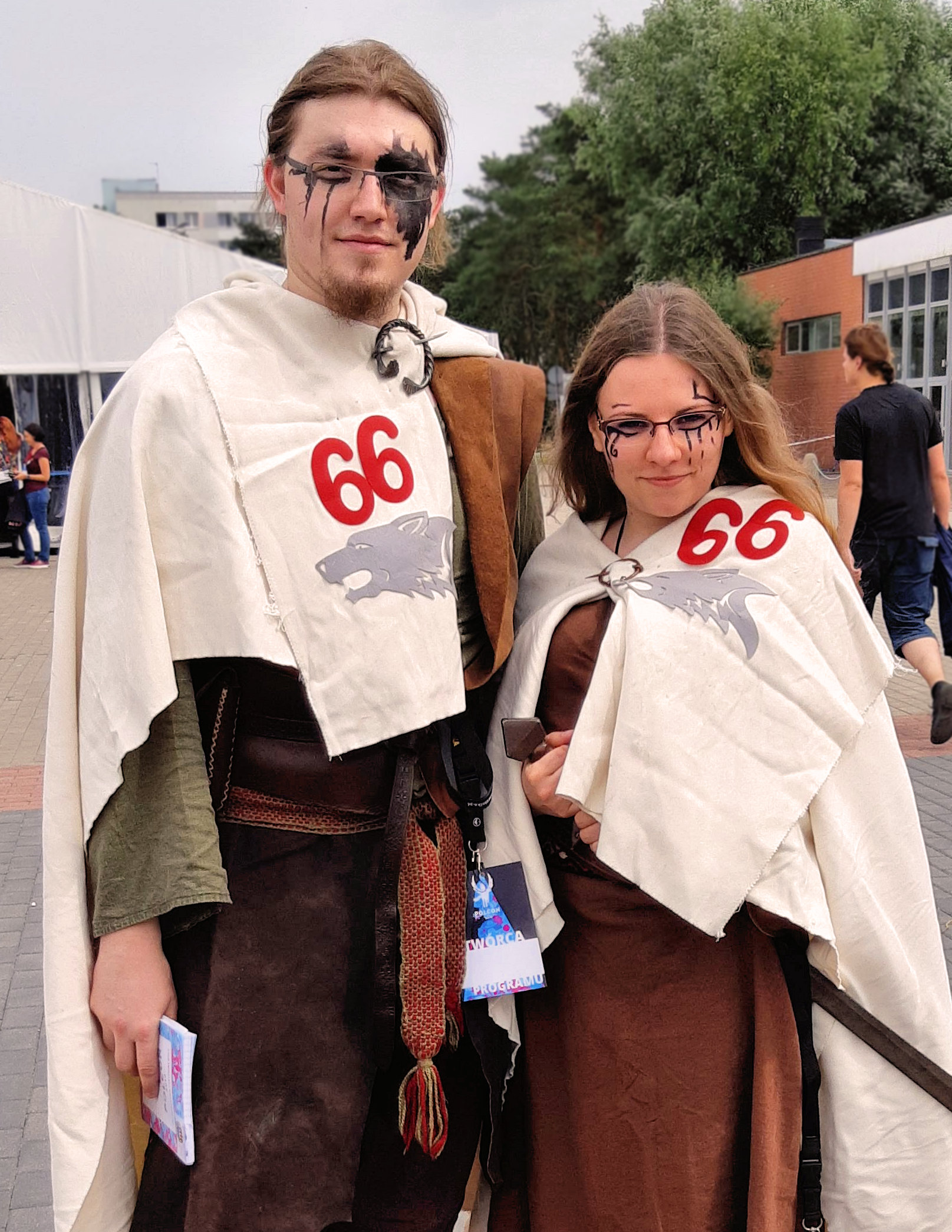
Stroje Szóstej Kompanii Górskiej Straży, Polcon 2018 w Toruniu

Opowieści z meekhańskiego pogranicza. Północ–Południe – pierwszy tom epickiej serii fantasy Opowieści z meekhańskiego pogranicza polskiego pisarza Roberta M. Wegnera.
Zbiór opowiadań ukazał się drukiem w czerwcu 2009 wydana nakładem wydawnictwa Powergraph. Był to debiut książkowy pisarza.
W marcu 2012 roku ukazało się II wydanie (w twardej oprawie).
Głównymi bohaterami są: w pierwszej części Topór i skała żołnierze Szóstej Kompanii Górskiej Straży, w tym porucznik Kenneth–lyw–Darawyt; w drugiej części Miecz i żar młody wojownik plemienia Issaram – Yateh d’Kllean.

## Spis treści książki
- PÓŁNOC. Topór i skała
  - Honor górala
  - Wszyscy jesteśmy Meekhańczykami
  - Szkarłat na płaszczu
  - Krew naszych ojców
- POŁUDNIE. Miecz i żar
  - Ponieważ kocham cię nad życie
  - Gdybym miała brata
  - Pocałunek skorpiona
  - Zabij moje wspomnienia

## Nagrody
Wegner za opowiadanie Wszyscy jesteśmy Meekhańczykami zamieszczone w zbiorze Opowieści z meekhańskiego pogranicza. Północ–Południe otrzymał Nagrodę im. Janusza A. Zajdla.
Mir Fantastiki ogłosił pierwszy tom serii Książką Roku Fantasy w Rosji.

## Tłumaczenia
Pierwszy tom został przetłumaczony na języki czeski, ukraiński oraz rosyjski.

## Fragmenty
- Fragment ze strony wydawnictwa
- Fragment #1
- Fragment #2